# 謝瑞麟珠寶

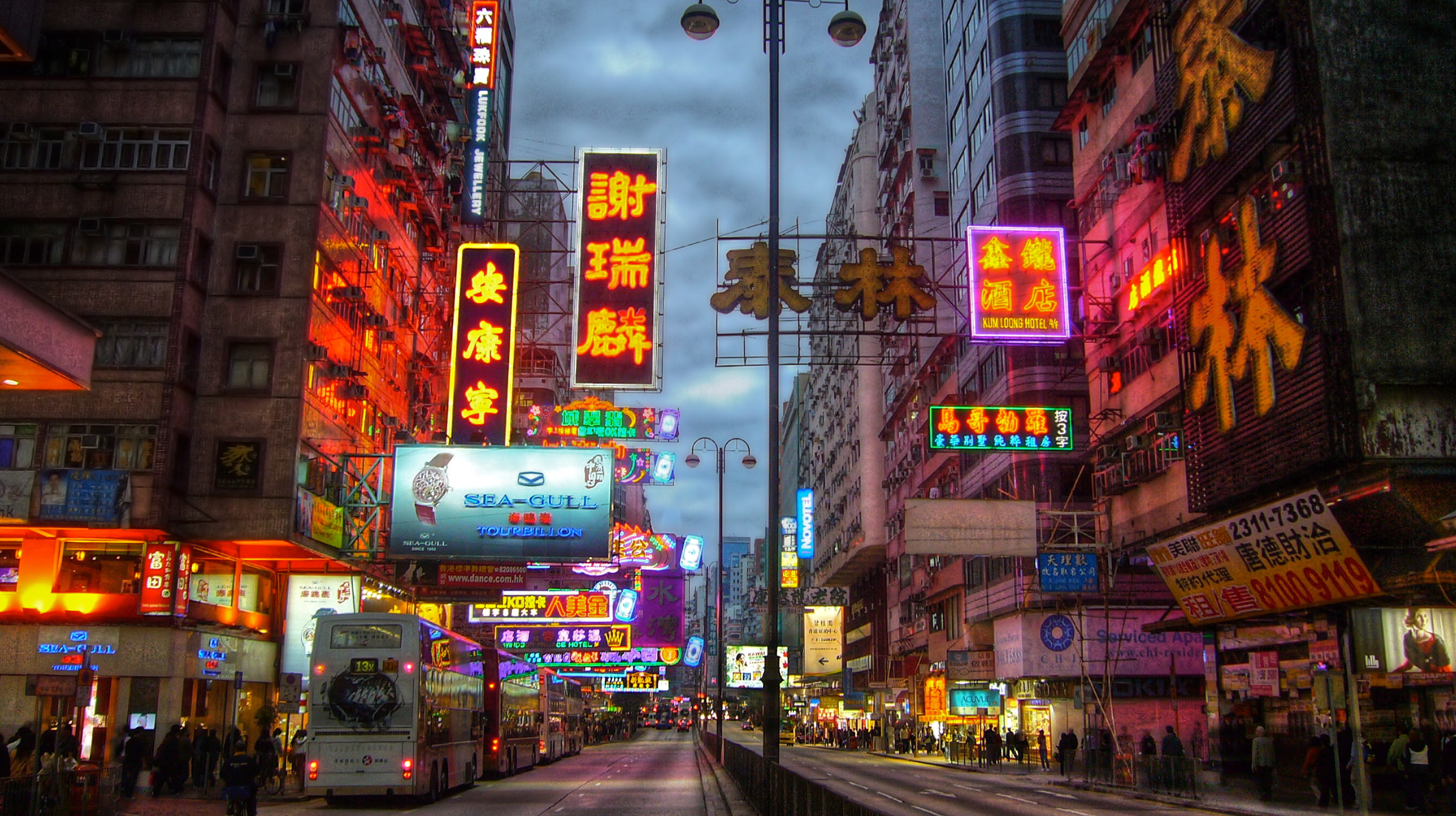
謝瑞麟珠寶，佐敦分店

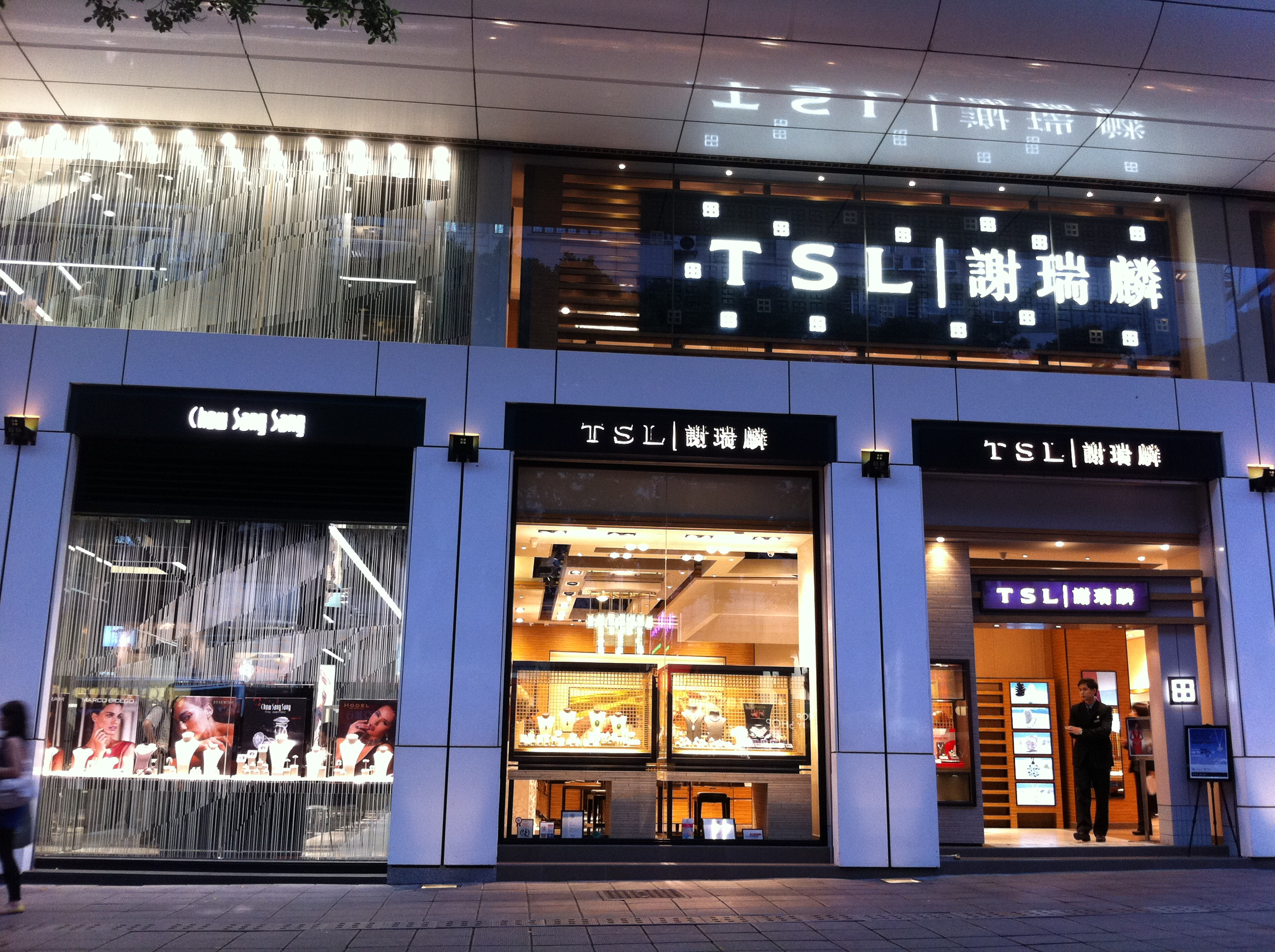
謝瑞麟珠寶，尖沙咀彌敦道分店

謝瑞麟珠寶（國際）有限公司（英語：Tse Sui Luen Jewellery (International) Ltd.）（港交所：0417），簡稱謝瑞麟，是香港一間珠寶公司，於1971年由謝瑞麟創立，1987年於香港聯交所上市，集團目前於中國大陸、香港、澳門及馬來西亞等地經營超過200間「TSL | 謝瑞麟」及「謝瑞麟 | Saxx」品牌分店。現任董事會主席兼行政總裁是謝瑞麟的媳婦邱安儀。

## 歷史
- 1971年，謝瑞麟珠寶有限公司於香港成立。
- 1980年，謝瑞麟珠寶於尖沙咀海洋中心開設香港首間零售店。
- 1987年，謝瑞麟珠寶（國際）有限公司 於香港聯合交易所上市。

## 外部連結
- 官方網址 （页面存档备份，存于）
- 謝瑞麟珠寶的Facebook專頁
- 謝瑞麟珠寶的Instagram (ID: tsljewellery)
- YouTube上的TSL JewelleryGroup頻道
- TSL謝瑞麟珠寶的新浪微博